# Live It Up
A Live It Up (magyarul: Élvezd ki) egy dal, mely Törökországot képviselte a 2011-es Eurovíziós Dalfesztiválon. A dalt a török Yüksek Sadakat együttes adta elő angol nyelven.
A dalt nemzeti döntő nélkül választották ki, az együttest a török köztelevízió kérte fel a feladatra, és e döntést 2010. december 31-én hozták nyilvánosságra. 2011. február 25-én egy sajtótájékoztató keretében mutatták be a dalt első alkalommal a közönségnek.
Az Eurovíziós Dalfesztiválon a dalt először a május 10-én rendezett első elődöntőben adták elő, a fellépési sorrendben ötödikként, az örmény Emmy Boom Boom című dala után, és a szerb Nina Čaroban című dala előtt. Az elődöntőben 47 ponttal a tizenharmadik helyen zárt, így nem jutott tovább a május 14-i döntőbe. Törökországnak ez az elődöntők bevezetése óta először nem sikerült, így 1994 óta először nem voltak ott a dalverseny döntőjében.